# Чемпионат мира по биатлону среди юниоров 1985
19-й чемпионат мира по биатлону среди юниоров проходил в швейцарском городке Эгг-ам-Этцель с 18 февраля по 24 февраля 1985 года.
Проходили только мужские соревнования среди юниоров (до 21 года). Было разыграно 3 комплекта медалей, в индивидуальной гонке, спринте и эстафете.
В личных видах успешно выступили представители ГДР и СССР, спортсмены каждой из стран выиграли по одной золотой, одной серебряной и одной бронзовой медали. В эстафете победила сборная ГДР, вторыми были биатлонисты Западной Германии, третьими финишировали французы, опередив на доли секунды сборную СССР.
Одновременно с юниорским чемпионатом, в том же месте проходил взрослый чемпионат мира среди женщин.

## Результаты соревнований
| Гонка                                           | Мужчины                                                                             |                                                                                     |
| ----------------------------------------------- | ----------------------------------------------------------------------------------- | ----------------------------------------------------------------------------------- |
| Индивидуальная гонка февраль 1985 Юниоры: 15 км | Йенс Штайниген 45:23.7 Майк Дитц +41.1 Вадим Овчинников +1:41.0                     |                                                                                     |
| Спринт февраль 1985 Юниоры: 10 км               | Валерий Кириенко 30:33.4 Александр Попов +19.0 Йенс Штайниген +30.0                 |                                                                                     |
| Эстафета февраль 1985 Юниоры: 3×7,5 км          | ГДР 1:14:24.4 (Томас Павличек, Майк Дитц, Йенс Штайниген) ФРГ +41.6 Франция +1:23.2 | ГДР 1:14:24.4 (Томас Павличек, Майк Дитц, Йенс Штайниген) ФРГ +41.6 Франция +1:23.2 |

## Медальный зачёт
| Место | Страна  |   |   |   | Всего |
| ----- | ------- | - | - | - | ----- |
| 1     | ГДР     | 2 | 1 | 1 | 4     |
| 2     | СССР    | 1 | 1 | 1 | 3     |
| 3     | ФРГ     | 0 | 1 | 0 | 1     |
| 4     | Франция | 0 | 0 | 1 | 1     |